# Mensa (costellazione)
La Mensa (abbreviata in Men) è una delle 88 costellazioni moderne. Si tratta di una costellazione meridionale, introdotta da Nicolas Louis de Lacaille con il nome Mons Mensae con riferimento alla Table Mountain (Montagna Tavola) in Sudafrica, dove Lacaille fece alcune importanti osservazioni del cielo meridionale.

## Caratteristiche

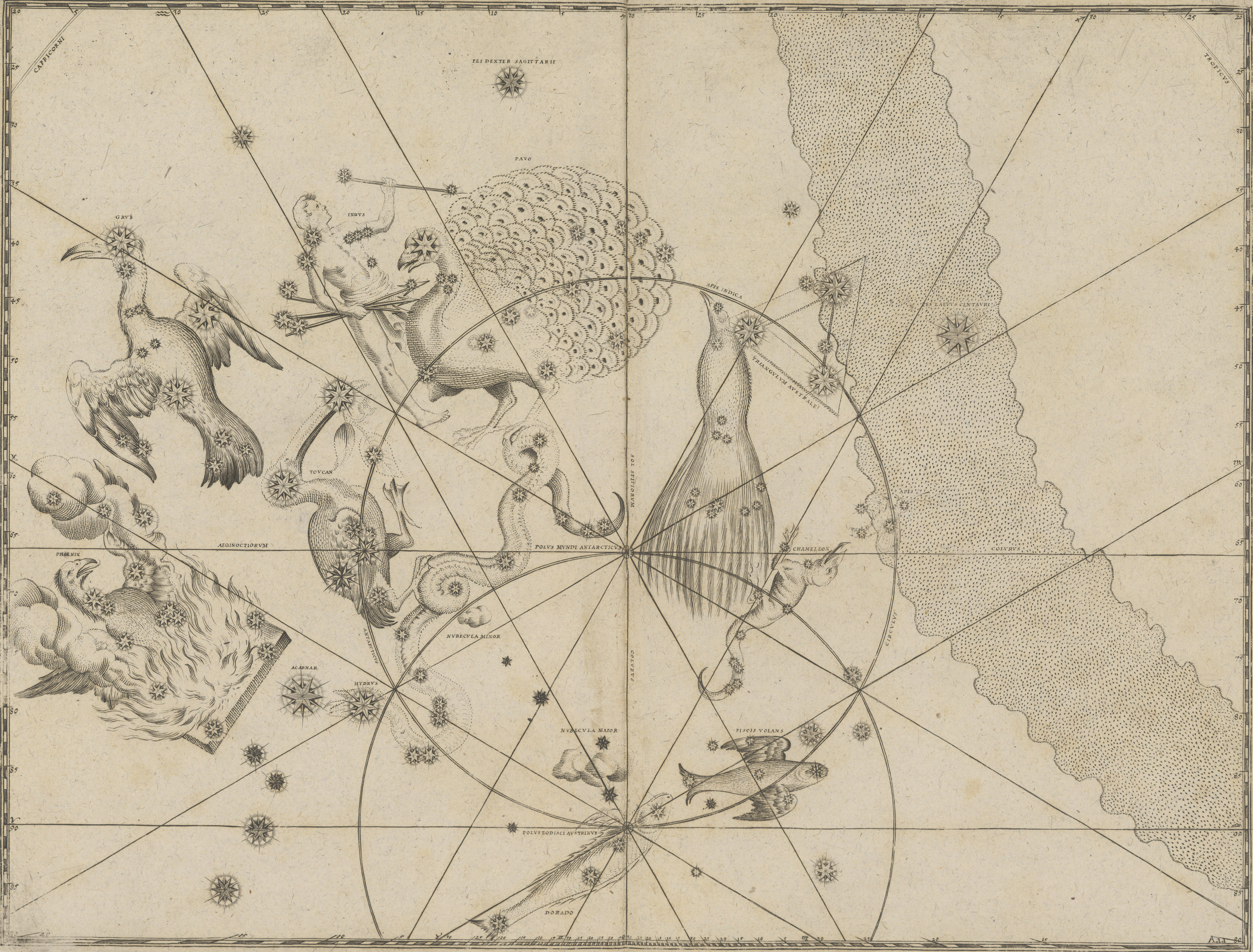
Mappa celeste di Johann Bayer raffigurante le costellazioni australi, con il Dorado; la Mensa ancora non era stata creata.

Questa costellazione copre una sezione a forma di chiave che si estende da 4h a 7,5h di ascensione retta, e da -71° a -85,5° di declinazione. È la seconda costellazione più meridionale (la prima è l'Ottante), ed è totalmente inosservabile da quasi tutto l'emisfero nord terrestre. Questa è, tra le 88 costellazioni moderne, la meno luminosa, poiché la sua stella più luminosa, α Mensae, è solo di quinta magnitudine; l'α Mensae, la più luminosa, è appena visibile ad occhio nudo dalla Terra, data la sua magnitudine di 5,09. Entro i suoi confini si trova una parte della Grande Nube di Magellano (il resto è nel Dorado).
Il periodo più propizio per la sua osservazione nel cielo serale ricade nei mesi della primavera e dell'estate australi; la parte più settentrionale è osservabile senza grandi difficoltà anche dalle latitudini boreali più inferiori, mentre la parte a ridosso del polo sud celeste è osservabile solo a partire da pochissimi gradi a nord dell'equatore.

### Stelle principali
- α Mensae è una nana gialla di magnitudine 5,08 distante appena 33 anni luce; è una delle stelle simili al Sole più vicine.
- γ Mensae è una gigante arancione di magnitudine 5,18 distante 101 anni luce.
- β Mensae è una gigante gialla di magnitudine 5,30 distante 642 anni luce.

### Stelle doppie
Le stelle doppie visibili nella Mensa sono parecchie, ma in genere molto deboli.
- γ Mensae è una stella arancione che ha una compagna prospettica di decima magnitudine, la cui separazione le consente di essere osservata tramite uno strumento sia in grado di rivelare stelle di decima o undicesima grandezza.
- HD 51320 è composta da due stelle giallastre di settima e nona magnitudine, risolvibili con strumenti di media potenza; un telescopio con forti ingrandimenti è in grado di mostrare che la componente primaria è a sua volta una doppia, con componenti di magnitudine 7,31 e 9,35.

| Principali stelle doppie |                                          |                                          |             |             |                                 |        |
| Nome                     | Coordinate equatoriali all'epoca J2000.0 | Coordinate equatoriali all'epoca J2000.0 | Magnitudine | Magnitudine | Separazione (in secondi d'arco) | Colore |
| Nome                     | AR                                       | Dec                                      | A           | B           | Separazione (in secondi d'arco) | Colore |
| HD 33519                 | 05h 00m 13s                              | -78° 18′ 00″                             | 6,29        | 10,65       | 46,4                            | ar + g |
| γ Mensae                 | 05h 31m 53s                              | -76° 20′ 30″                             | 5,18        | 10,79       | 38,2                            | ar + b |
| HD 51320 AB-C            | 04h 40m 18s                              | -58° 56′ 38″                             | 7,02        | 9,88        | 22,0                            | g + g  |

### Stelle variabili
Fra le poche stelle variabili, l'unica di rilievo come ampiezza delle oscillazioni è la TZ Mensae, che in fase di massima raggiunge la magnitudine 6,19; può essere osservata al binocolo e le sue variazioni solo percepibili nell'arco di alcuni giorni.
| Principali stelle variabili |                                          |                                          |             |             |                  |              |
| Nome                        | Coordinate equatoriali all'epoca J2000.0 | Coordinate equatoriali all'epoca J2000.0 | Magnitudine | Magnitudine | Periodo (giorni) | Tipo         |
| Nome                        | AR                                       | Dec                                      | Max.        | Min.        | Periodo (giorni) | Tipo         |
| U Mensae                    | 04h 09m 36s                              | -81° 51′ 18″                             | 7,0         | 10,0        | 407,28           | Semiregolare |
| TZ Mensae                   | 05h 30m 14s                              | -84° 47′ 06″                             | 6,19        | 6,87        | 8,5690           | Eclisse      |
| WX Mensae                   | 05h 34m 45s                              | -73° 44′ 29″                             | 5,72        | 5,87        | -                | Semiregolare |

## Oggetti del profondo cielo
La parte più meridionale della Grande Nube di Magellano sconfina in Mensa dalla costellazione del Dorado, posta più a nord; alcuni ammassi aperti e nebulose sono dunque presenti, ma si tratta di oggetti piuttosto deboli, spesso fuori dalla portata di piccoli strumenti. Nella Mensa si trova PKS 0637-752, un quasar che è stato il primo oggetto fotografato dal telescopio a raggi X Chandra. Mostra grandi getti di gas sia nel visibile che nei raggi X.
Nella parte meridionale della costellazione è presente l'ammasso globulare NGC 1841, molto debole e dall'aspetto allungato.
| Principali oggetti non stellari |                                          |                                          |                   |             |                                        |                          |
| Nome                            | Coordinate equatoriali all'epoca J2000.0 | Coordinate equatoriali all'epoca J2000.0 | Tipo              | Magnitudine | Dimensioni apparenti (in primi d'arco) | Nome proprio             |
| Nome                            | AR                                       | Dec                                      | Tipo              | Magnitudine | Dimensioni apparenti (in primi d'arco) | Nome proprio             |
| IC 2051                         | 03h 52m 00s                              | -83° 50′ 00″                             | Galassia          | 11,1        | 3,2 x 2,0                              |                          |
| NGC 1841                        | 04h 45m 23s                              | -83° 59′ 49″                             | Ammasso globulare | 10,9        | 2                                      |                          |
| PGC 17223                       | 05h 23m :                                | -70° :                                   | Galassia          | 0,9         | 640 x 550                              | Grande Nube di Magellano |

## Sistemi planetari
Il sistema planetario di π Mensae è composto da un pianeta confermato, con una massa minima superiore alle 10 masse gioviane e situato su un'orbita distante 3,29 UA dalla sua stella madre.
| Sistemi planetari |                                          |                                          |             |                   |                              |
| Nome del sistema  | Coordinate equatoriali all'epoca J2000.0 | Coordinate equatoriali all'epoca J2000.0 | Magnitudine | Tipo di stella    | Numero di pianeti confermati |
| Nome del sistema  | AR                                       | Dec                                      | Magnitudine | Tipo di stella    | Numero di pianeti confermati |
| π Mensae          | 05h 37m 09s                              | -80° 28′ 18″                             | 5,65        | Subgigante gialla | 1 (b)                        |